# Eric Bigby
Eric Bigby, född 6 mars 1940, är en australisk friidrottare. Han deltog vid olympiska sommarspelen 1964.